# Please Don't Eat the Daisies
Please Don't Eat the Daisies is een Amerikaanse filmkomedie uit 1960 onder regie van Charles Walters. Het scenario is gebaseerd op de gelijknamige verhalenbundel uit 1957 van de Amerikaanse auteur Jean Kerr. Destijds werd de film in Nederland uitgebracht onder de titel Papa krijgt de klappen.

## Verhaal
De familie Mackay verhuist van Manhattan naar een huis op het platteland. Moeder Kate doet een poging om zich samen met haar vier drukke zoons aan te passen aan het leven daar. Haar man Larry geeft intussen zijn post als hoogleraar op aan de universiteit en hij gaat aan de slag als toneelrecensent.

## Rolverdeling
| Acteur             | Personage        |
| ------------------ | ---------------- |
| Doris Day          | Kate Mackay      |
| David Niven        | Larry Mackay     |
| Janis Paige        | Deborah Vaughn   |
| Spring Byington    | Suzie Robinson   |
| Richard Haydn      | Alfred North     |
| Patsy Kelly        | Maggie           |
| Jack Weston        | Joe Positano     |
| John Harding       | Dominee McQuarry |
| Margaret Lindsay   | Mona James       |
| Carmen Phillips    | Mary Smith       |
| Mary Patton        | Mevrouw Hunter   |
| Charles Herbert    | David Mackay     |
| Stanley Livingston | Gabriel Mackay   |
| Flip Mark          | George Mackay    |
| Baby Gellert       | Adam Mackay      |